# Деструдо
Дестру́до (лат. Destrudo) — термін, що використовується в психоаналізі для позначення величини енергії мортідо (або інстинкту смерті). У цьому сенсі деструдо є ідеальною протилежністю лібідо інстинкту життя і входить у ширший комплекс понять та діючих сил танатосу.

## Історія терміна
Сам по собі термін інстинкту смерті в середині 1910-х років запровадила Сабіна Шпільрейн, заможна студентка і пацієнтка (з Росії), яка спочатку лікувалася в Австрії та Швейцарії у Карла Юнга, а потім стала його ученицею та коханкою. Спочатку як сама Сабіна, і її відкриття викликали недовіру у Фрейда, і лише кілька років він визнав правомірність існування такого деструктивного явища у сфері інстинктів і принципову правоту російської учениці. Через п'ять років після революції 1917 Сабіна була змушена повернутися в Росію, і її зв'язки з психоаналітичним співтовариством були перервані надовго, а потім і назавжди. .Можливо, саме з цієї причини тема інстинкту смерті протягом наступних двадцяти років залишалася відносно нерозробленою у класичному психоаналізі. Сам Фрейд в основному і перш за все займався активною розробкою поняття лібідо в частині його впливу на психологію та психопатологію, а тому сприймав мортідо та деструдо як побічний та не надто суттєвий мотив психіки. Також і після смерті Зигмунда Фрейда тема деструдо (і говорячи ширше, тема інстинкту смерті взагалі) залишилася відносно слабо розробленою в психоаналізі, що дозволяє, у свою чергу, зробити висновки щодо характеру та професійної мотивації класичного психоаналізу.
Саме з величини та активності деструдо у 1930-ті роки виводили чи не всі суїцидні (деструктивні) мотиви у поведінці та мотиваціях людини. Крім того, з ним пов'язували також різні прояви агресивної поведінки, маючи на увазі сублімацію деструдо в іншій галузі психіки. Механізм дії деструдо виглядав приблизно так: прагнення суїциду (мортідо), неминуче наштовхуючись на інстинкт життя, що перемагає його, у вигляді негативної енергії дії шукає іншого виходу, спрямовуючи свою потенційно руйнівну дію на оточуючих людей або інші значущі предмети зовнішнього світу.
Окремо не слід плутати деструдо і мортідо, беручи до уваги тісний взаємозв'язок цих двох термінів (і так само рушійних почав у людській психіці). У певному сенсі деструдо є похідним від мортідо, оскільки означає величину і векторну активність інстинкту смерті, а також поточний (зараз) стан психіки пацієнта (або аналізованого суб'єкта) по відношенню до цих мотивацій.